# Diegulis
Diegulis fue un antiguo rey de Tracia que vivió en el siglo III a. C.-II a. C., el cual se hizo célebre por la dureza y crueldad con que trató a los habitantes de Lisimaquia, de cuya ciudad se apoderó para vengar la muerte de su yerno Prusias II.
Más tarde fue vencido por Átalo I, perdiendo la corona y quedando prisionero del vencedor.